# 루스에게 생긴 일
《루스에게 생긴 일》(영어: I Don't Feel at Home in This World Anymore)은 미국에서 제작된 2017년 코미디 스릴러 영화이다. 메이컨 블레어 감독의 장편 영화 데뷔작이다. 멜러니 린스키, 일라이자 우드 등이 출연하였고, 메테마리 콩스베드 등이 제작에 참여하였다.
2017년 1월 19일 선댄스 영화제에서 전 세계 초연되었다. 넷플릭스를 통해 2017년 2월 24일 정식 개봉하였다.
평단으로부터 대체로 좋은 평가를 받았다.

## 줄거리
간호조무사 루스는 약, 할머니가 물려주신 은식기, 랩톱을 도둑 맞는다. 경찰이 오히려 루스를 탓하며 사건을 건성으로 다루자 루스는 이웃 토니로부터 도움을 받으며 함께 도둑을 추적한다.

## 출연
- 멜러니 린스키 - 루스 킴키 역
- 일라이자 우드 - 토니 역
- 로버트 롱스트리트 - 크리스천 루맥 역
- 제이슨 매뉴얼 얼라저블 - 세이자, 크리스천의 경호원 역
- 크리스틴 우즈 - 메러디스, 크리스천의 아내 역
- 데번 그레이 - 크리스천 루맥 주니어, 메러디스의 의붓아들 역
- 데이비드 야우 - 마셜, 크리스천 주니어의 친구
- 제인 리비 - 데즈, 크리스천 주니어의 친구
- 게리 앤서니 윌리엄스 - 윌리엄 벤딕스 형사 역
- 리 에디 - 앤지 역
- 데릭 미어스 - 동키 역

## 기타 제작진
- 미술: 타일러 B. 로빈슨